# فريدريك طومسون
فريدريك طومسون (بالفرنسية: Frederick A. Thomson)‏ (و. 1869 – 1925 م) هو ممثل، ومخرج سينمائي، وكاتب سيناريو، من كندا، ولد في مونتريال، توفي في هوليوود، كاليفورنيا، عن عمر يناهز 56 عاماً.

## وصلات خارجية
- فريدريك طومسون على موقع IMDb (الإنجليزية)
- فريدريك طومسون على موقع قاعدة بيانات الفيلم (الإنجليزية)
- فريدريك طومسون على موقع كينوبويسك (الروسية)